# ＃しゃにむにロック 〜型破りな女たち〜
『#しゃにむにロック 〜型破りな女たち〜』（しゃにむにろっく 〜かたやぶりなおんなたち〜）は、2021年1月28日（27日深夜）から、中京テレビで放送されているバラエティ番組で、#ジューロックとシャニムニ＝パレードの冠番組である。

## 概要
番組構成は、
1. スタジオでのオープニングトーク
2. #ジューロックが担当するロケ企画のVTRモニタリング
3. スタジオでの中間トーク
4. シャニムニ＝パレード担当が担当するロケ企画のVTRモニタリング
5. スタジオでのエンディングトーク

となっており、エンディングトーク最後にメインMC井上裕介の振りでMC徳井健太より、今回一番魂を揺さぶられた遮二無二でロックな場面「今週の#しゃにむにロック」が発表される。
第28回（2022年2月3日）、番組プチリニューアル。それまでスタジオ出演者はクロマキー合成で顔のみ出演だったが、スタジオ全体およびスタジオ出演者の全身が映されるようになった。また、今週の見届け人として#ジューロックおよびシャニムニ＝パレードのメンバーがスタジオにも出演するようになった。
第36回（2022年5月26日）、#ジューロックとシャニムニ＝パレード（新メンバー3人初登場）の放送パートが初めて逆転。その後、放置アイドル特別編含む第45回、通常企画のみの第46回などで逆転している。
第45回（2022年9月29日）、両グループのロケスタッフ陣が別々であることが判明した。
第52回（2023年1月26日）、番組プチリニューアルにより、両グループの企画を刷新（内容は後述）。エンディングトークはメンバーの反省会になった。また放送が隔週から月1放送になった。
2024年4月からは、不定期での放送となっている。これまでに2024年7月11日・9月29日・12月22日、2025年3月22日・7月5日の、5回放送された（第67 - 71回）。
インターネットでは、Locipoで最新回を放送終了後から2週間見逃し配信している。また、各グループの公式YouTubeチャンネルで、モニタリング部分がカットされたロケ本編と、地上波未公開シーンの動画が投稿される。シャニムニ＝パレードは2022年5月に公式TikTokアカウントが開設されたことが番組内でも告知され、そちらにも地上波未公開シーンやロケ地で撮影したダンス動画がなどが投稿される。

## コーナー紹介

### 現在の企画

#### ポテンシャルカードバトル
初回は、第67回（2024年7月11日）放送。

#ジューロックとシャニムニ＝パレードがカードとなって戦う、カードゲーム。個性・表現力・身体能力・頭脳など、メンバーそれぞれの自己評価による能力値が記されたカードを使い、井上が#ジューロックのチーム、徳井がシャニムニ=パレードのチームのカードマスターとなり戦う（それぞれにメンバー1人がつき、カードマスターに助言をする）。各対決ごとに、このメンバーなら勝てそうと思うカードを1枚ずつ出し合い様々なバトルを行う。全3回戦のバトルで先に2勝したチームが勝利となり、ご褒美グルメを獲得できる。なお3戦全敗してしまったチームには、罰ゲームがある。

### 過去の企画・特別編

#### 秘湯でヒット祈願
初回は、第1回（2021年1月28日）放送。放送回は第1-23,28-31,33-38,40-42,44-51回の計44回。

#ジューロックが担当する、最初の番組前半ロケ企画。#36・#45・#46では後半パートになった。

アイドルとしてのヒットを秘湯で祈願する。主に以下のような回がある。
- 秘湯自作回 - 温泉が湧く場所を掘る、温泉を汲んで運ぶ、といったパターンがある。
- 秘湯を目指す回 - 山奥など行きつくことが困難な温泉を目指す。
- 秘湯整備回 - 現地の入浴設備や施設の掃除や修理をする。
- 対決回 - 二手に分かれて温泉探しや足湯探し、ご当地のPR対決をする。勝った方にご褒美、もしくは負けた方に罰ゲームがある。

#### 爆食! 日本1周キログラムの旅
初回は、第1回（2021年1月28日）放送。放送回は第1-13回の計13回。

シャニムニ＝パレードが担当する、最初の番組後半ロケ企画。

食べた量で移動できる距離が決まる爆食旅で、大食いで日本一周、全国PRを目指す。移動する車の種類も食べた量で決定した。

名古屋出発後は食べた量1kgにつき100円が支給され、そこからガソリン代を支払う。出発時は1Lのみ給油されていた。

自分たちで店の選択およびアポ取りも行う。

#### 爆食! レアグルメの旅
初回は、第14回（2021年7月22日）放送。放送回は第14-23,28-29回の計12回。

シャニムニ＝パレードが担当する、2つ目の番組後半ロケ企画。

キログラムの旅のドッキリ企画の結果を鑑みて始まった。
自分たちで食材を調達・調理して食への愛を再確認する。

#### 放置アイドル
初回は、第30回（2022年3月3日）放送。放送回は第30-31,33-38,40-42,44-51回の計19回。

シャニムニ＝パレードが担当する、3つ目の番組後半ロケ企画。#36・#45・#46では前半パートになった。

スタッフがMCの二人にレアグルメ企画のYouTube再生数が伸び悩んでいることを相談して生まれた企画。

基本ルールは、
```
・メンバー1人をとある場所に放置
・別の場所に拘束された仲間を制限時間内に救出
・1000円と携帯電話を支給
```

以上3点だが、放送を重ねるに従い、拘束メンバーに暇つぶしアイテムが渡されるようになり、ヒントを得るミッションが追加されたり、複数人で放置されることもあったりと、工夫が続いている。失敗した場合は拘束側が罰ゲームを受けるが、放置側もメンバー指示で受けさせられる場合もある。

#45では#44新メンバーSPでの収録結果により、放置アイドル特別編として麦茶と沢野の対決企画（ルールは下記）が放送された。
```
・麦茶＆沢野を別の場所に放置
・写真の場所を先に見つけた方が勝利
・軍資金5000円
・勝者には豪華なご褒美
```

#### 24時間無人島サバイバル 〜絆・裏切り・涙 ワンマンLIVE絶対成功させるぞSP〜
第24回（2021年12月9日）、第25回（2021年12月23日）、第26回（2022年1月6日）
、全3回の特別企画。

番組開始約1年の集大成および2022年1月に開催される両グループのワンマンライブに向けた強化合宿として企画された。

中京テレビの制作部長賞を受賞。
- #24：2021年12月9日（8日深夜） - 1.3%（シェア22.8%）
- #25：2021年12月23日（22日深夜） - 1.6%（シェア28.8%）
- #26：2022年1月6日（5日深夜） - 最高視聴率1.8%（シェア29.9%）

#### ワンマンライブSP 〜まだ見ぬ景色へ、私達のソンザイショウメイ〜
第27回（2022年1月20日）放送。特別編。

シャニムニ＝パレードは2022年1月5日、#ジューロックは2022年1月6日に、日本特殊陶業市民会館フォレストホールで行われた3rdワンマンライブ密着スペシャル。スタジオ収録はなし。

#### 名場面一挙大公開SP
第32回（2022年4月14日）放送。特別編。

下記のテーマでこれまでの放送を振り返り。
1. 涙と根性の名場面　「涙」編「根性」編
2. 番外編　お蔵入り寸前＆まさかの結末
3. 井上・徳井が選ぶ名場面
4. 「ベスト・オブ・#しゃにむにロック」

#### ナゴヤガールズフェスティバル・スペシャル
第39回（2022年7月7日）放送。

番組は下表の順で構成されたが、実際の出演順とは異なる。
| ライブ前トーク                                                                      | グループ                | 紹介フレーズ                                    |
| ----------------------------------------------------------------------------------- | ----------------------- | ----------------------------------------------- |
| MC二人のオープニングトーク                                                          |                         |                                                 |
| あり                                                                                | #ジューロック           | 装いを一新 新メンバーも加わった                 |
| あり                                                                                | シャニムニ＝パレード    | 遮二無二なポジティブアイドル                    |
| あり                                                                                | #しゃにむにロック       | 彼女たちの番組から誕生したスペシャルユニット    |
| なし                                                                                | OS☆U                    | 大須を拠点に活動する地元密着アイドル            |
| なし                                                                                | dela                    | 海外でもライブを行う名古屋発グローバルアイドル  |
| あり                                                                                | TEAM SHACHI             | 人気は全国区 名古屋が生んだラウドポップユニット |
| なし                                                                                | ワッツ◎さーくる         | 大阪を拠点に活躍 元気ハツラツ                   |
| トークイベント（プチ特技フェスティバル） 進行：鈴木康一郎（中京テレビアナウンサー） |                         |                                                 |
| なし                                                                                | ネコプラpixx.           | 東京で活躍 夏にはワンマンライブを開催           |
| なし                                                                                | アイテムはてるてるのみ3 | 東京で活躍する急成長アイドル                    |
| あり                                                                                | SKE48 11期研究生        | 初のライブパフォーマンス                        |

#### 新メンSP
第43回（2022年9月1日）放送。

＃ジューロックとシャニムニ＝パレードの両グループ新メンバーにスポットを当てた、スタジオスペシャル回。

各グループそれぞれが5つの質問に○×で答え、VTRクイズ2問に答える。

最後に、今回の収録で最も輝いた新メンバー「#しゃにむにロックな新メンバー」を発表。

#### まかないアイドル
初回は、第52回（2023年1月26日）放送。
#ジューロックが担当する、2つ目のロケ企画。
飲食店に赴いて、店員としてお手伝いし、まかないメシを食べさせてもらう対決企画。
メンバー2人がプレゼンしたVTRをスタジオで見て、どちらのVTRが地上波で放送するかをMC徳井が決定する。放送しないVTRは、YouTubeでのみ公開される。

#### 究極のととのい
初回は、第52回（2023年1月26日）放送。

シャニムニ＝パレードが担当する、4つ目のロケ企画。

公園・リゾート地・レジャー施設などに赴いて、サウナカーと水風呂でサウナを堪能し、アイテムなど用いて涼みながらより良いととのいを目指す対決企画。ととのい評価は5段階で評価し、最後にサウナ川柳で終わる。

メンバー2人がプレゼンしたVTRをスタジオで見て、どちらのVTRが地上波で放送するかをMC徳井が決定する。放送しないVTRは、YouTubeでのみ公開される。

## 出演者
MC
- 井上裕介（NON STYLE） メインMC
- 徳井健太（平成ノブシコブシ） MC

今週の見届け人（#28-）、ロケ
- #ジューロック
- シャニムニ＝パレード

### 過去の出演者
今週の見届け人（アシスタント） #1-#23
- chuLa
- //ネコプラ//

| 回      | chuLa      | //ネコプラ// |
| ------- | ---------- | ------------ |
| 1 - 2   | 佐藤まりん | 碧島ゆりな   |
| 3 - 5   | 蒼井聖南   | 高宮さくら   |
| 6 - 8   | 蒼井聖南   | 藍川みり     |
| 9 - 11  | 桜木妃奈   | 立花りく     |
| 12 - 13 | 田中みう   | 本間みみ     |
| 14 - 15 | 北野ゆか   | 高宮さくら   |
| 16 - 18 | 七瀬うた   | 成瀬かおり   |
| 19 - 21 | 佐藤まりん | 桜井ひかる   |
| 22 - 23 | 長尾優     | 碧島ゆりな   |

ロケゲスト
- 大盛のり子（#5）
- chuLa蒼井聖南（#8）
- トッカグン小野寺（#24 - #26）[16]

## スタッフ
ナレーター（#16-#56時点）
エンディングでは「○○（中京テレビアナウンサー）」表記。
- 濱田隼平（#16-#19,#21-#27,#29-#32,#34,#35,#37）
- 上山元気（#20,#33,#36,#38,#46）
- 岡田健太郎（#28,#39,#45）
- 神ひろし（#40,#41,#43）
- 鈴木康一郎（#42,#44,#47-#51）※#39出演
- 田村浩平（#52-）

#32-#51時点
- 構成：濱田健吾（#39以外）
- リサーチ：野田暁（#39以外）
- TD：一江康典（#39以外）
- カメラ：深澤慎平（#39-#49）、加賀文瀬（#50-）
- 音声：長崎祐樹（#40-）
- ロケ技術：樽岡聡（-#38,#44-）
- デザイン・CG：MINERAL.Inc（#39以外）
- MA・音効：岡添圭一
- 編集：水野宏
- テロップ：田中彩花
- デスク：中村晃子（#39以外）
- 編成：太田真人（#39以外）
- AD：宮田望（-#38,#40-#41）、長谷川海偉（#40-#43）
- ディレクター：加藤大地、榊原有希、山本博之（#42,#45,#47,#48）、岡涼太（#39以外、以前はAD）
- 演出：前田塁（#39のみディレクター）
- プロデューサー：瀬古隆司、加納啓、野口陵央（#39以外）
- 衣装協力：UTILITY（#37,#38）、meagratia（#39-#41）
- 制作協力：Possible
- 製作著作：中京テレビ

#39のみ
- TD：岩崎淳
- VE：石井瞭
- SW：竹本裕彰
- CAM：大橋祐一郎、東口潤、村上和香奈、柴田和奈
- AUD：日比野正吾、谷川和也、長谷川輝
- 配信：荒木康敬
- 舞台監督：栗山謙二、杉山晶彦

### 過去のスタッフ
- 構成：大熊智、木南広明
- CAM：江藤恭真
- VE：白川征央
- AUD：重松敬
- ロケ技術：深澤慎平、谷川和哉（#12）、花井大輝、伴尚志、奥村美穂、柴田和奈、村山雄哉（#11、#12）、石田真司、中村智美、丹下諒
- 編集：高城明宏、遠藤雄紀（#12）
- MA：今田尊弥、橋本光平（#12）、夏原拓郎
- 音効：中嶋尊史
- 協力：CTV MID ENJIN、スター、e-naスタジオ、Link style、J-Crew
- 企画：中尾知熙（以前は演出兼務）
- 秘湯監修：渡辺裕美（秘湯探検家）
- AD：五十嵐拓、鬼頭香帆、長谷川海偉
- ディレクター：前田裕功、畑本将嗣、杉山雄哉、安藤拓也
- プロデューサー：青木繁治、佐藤和之、大井誠
- 制作協力：スペード・ワン[17]、コックスプロジェクト

## 放送
- 中京テレビ（CTV）

| 期間                           | 放送時間（日本標準時）    |
| ------------------------------ | ------------------------- |
| 2021年1月28日 - 2021年9月16日  | 隔週木曜日 0:59 - 1:29    |
| 2021年9月30日 - 2022年12月22日 | 隔週木曜日 0:54 - 1:24    |
| 2023年1月26日 -                | 毎月第4木曜日 0:54 - 1:24 |

- Locipo

最新回を地上波放送終了後から2週間見逃し配信。月1放送になってからは1か月見逃し配信。